# ヒートウェイヴ
ヒートウェイヴ（HEATWAVE）は、1979年、福岡で結成された日本のロックバンド。
バンドのフロントマンはギター・ボーカルの山口洋。高校生時代での結成以来さまざまなメンバーの入れ替わりがあり、山口洋のソロ・プロジェクト的な色合いも強い。現在はベース不在の3人編成で活動している。

## 概要
福岡の高校でのバンド結成後、九州を中心に活動し、そこで人気・実力ともにNo.1の地位を築く。バンド名の由来は、ザ・ジャムがカバーした1960年代モータウンの名曲「ヒート・ウェイヴ」（オリジナルはマーサ&ザ・ヴァンデラス）にちなむ。
当時既にHEATWAVEというSOULグループが存在していた事を知っていたのか否かは知る由もない。
1985年の自主制作盤EP『36°5』を含む4枚のミニ・アルバム等発表後、EPIC/SONY RECORDSと契約。
1990年、アルバム『柱』でメジャー・デビュー、福岡から全国へ進出。当時メンバーは山口洋（G&Vo）、渡辺圭一（B）、藤原慶彦（Dr）の3ピース・バンド。
1991年、アルバム『凡骨の歌』発売。同年ビデオ『凡骨の夏』に収録された代々木公園野外ステージでのフリーライブを最後に藤原が脱退。1995年には、アルバム『1995』発売後「俺はターザンになる」という言葉を残し渡辺が脱退した。
1996年にレーベルをポリドールへ移籍。しかし、セールス的に振るわず1999年のアルバム『日々なる直感』を最後にメジャー・レーベルでの活動を終了する。
2001年3月、山口はバンドとしての活動休止を宣言。休止前の最終ライブに渡辺が脱退後、初めて公の場に現れ、ベースを演奏。その後、山口のソロ活動に渡辺が帯同することが多くなる。
2002年、山口・渡辺、ソウル・フラワー・ユニオンの中川敬・伊藤孝喜とのヤポネシアン・ボールズ・ファウンデーションの活動を経て、2003年山口・渡辺・細海魚（Key）、池畑潤二（Dr）の4人編成でバンド活動を再開。当初はバンド名を新たな物にすることが検討され「ザ・リス」という仮名もあったが、正式にヒートウェイヴをバンド名として現在も継続して活動中である。
2010年9月21日、メジャー・デビュー20周年記念として6枚組ボックス・セット『EPIC YEARS 1990-1995 ～20th Anniversary Edition～』をSony Music ShopとArtist-Direct Shop 405のWEB限定で発売。その内容は、EPIC/SONY RECORDSでの5枚のアルバム（最新リマスター、ボーナス・トラック追加）と、ライヴ・ビデオ『凡骨の夏』にミュージック・ビデオを加えたDVDからなる。2018年3月に渡辺が再度脱退。

### 交友関係
山口本人はボブ・ディラン、ニール・ヤング、ルー・リード、ヴァン・モリソンらシンガーソングライターを深く敬愛しており、ホットハウス・フラワーズ、キーラなどのアイルランドの音楽家らとも交流がある。山口はアイルランドの音楽家を招聘するプロモーター・プランクトンとも仲が良く、アイルランドの音楽家の来日公演へのゲスト出演が非常に多い。
日本国内では、ザ・ブームの宮沢和史、ソウル・フラワー・ユニオンの中川敬、ザ・グルーヴァーズの藤井一彦、「満月の夕」をカバーしている沢知恵、度々アコースティックで共演するリクオらとの交流が深い。加藤和也とも親交がある。

## メンバー
- 山口洋 ギター・ボーカル（1963年12月26日 - ）
2023年12月26日、ベーシストのTOKIEと結婚したことが公表された[1]。
- 池畑潤二 ドラム（元ルースターズ） [2003～]
- 細海魚 ピアノ・キーボード [1992, 1995, 1998～]

### 旧メンバー
- 中原英司　ボーカル（初代）1982年から1984年頃まで
- 渡辺圭一　ベース（1965年9月25日 - ） [メジャー・デビュー前後～1995, 2002～2018[2]]　（JUDE、Dee Dee Fever他）
- 大島正嗣　ドラム、パーカッション（元THE KIDS）[メジャー・デビュー前]　（1995年頃よりパーカッションとしてメンバーに復帰。友田真吾の離脱後、伴慶充加入までドラムとして活動し、再び脱退）
- 藤原慶彦　ドラム [メジャー・デビュー前後～1991]
- 友田真吾（現：ともだしんご）　ドラム（元SHI-SHONEN） [1992～1995] - 数多くのバンドサポートを経て、1997年ビクターエンタテインメントに入社。現在は株式会社ハイリーズ代表取締役[3]。
- 伴慶充　ドラム（THE SHAKES）[1998～2001]
- 山川浩正　ベース（THE BOOM） [1997～2001]
- モーガン・フィッシャー　ピアノ・キーボード（元モット・ザ・フープル） [1997～1999]

### バンド・サポート・ミュージシャン
- 藤井一彦　ギター（ザ・グルーヴァーズ）
- ドーナル・ラニー
- 小野田清文　ベース
- 寺岡信芳　ベース（元アナーキー・現ジライヤ）
- 玉城宏志　ギター（元ローザ・ルクセンブルグ）
- 中川敬　　ギター（ソウル・フラワー・ユニオン）
- 柿木一宏＝KAKKIN　ギター
- 伊丹英子　パーカッション（ソウル・フラワー・ユニオン）
- 三沢泉　パーカッション
- HONZI　ヴァイオリン

## 作品リスト

### シングル
1. 僕は僕のうたを歌おう／らっぱ（1990年9月21日 ESDB-3137）
2. ON MY WAY HOME／知らない犬（1991年6月1日 ESDB-3219）
3. 明日のために靴を磨こう／月明かりの路（SINGLE VERSION）（1992年7月22日 ESDB-3318）
4. NO FEAR／NORTHERN LIGHTS（1994年3月21日 ESDB-3467）
5. SWEET REVOLUTION／らん･らん･らん（SINGLE VERSION）／灯り（SINGLE VERSION）（1994年10月1日 ESCB-1525）
6. オリオンへの道（SINGLE VERSION）／CARRY ON（1995年5月21日 ESDB-3573）
7. 満月の夕（SINGLE VERSION）／BRAND NEW DAY/WAY（1995年10月1日 ESDB-3615）[4]
8. ボヘミアン･ブルー／トーキョー･シティー･ヒエラルキー／ミスター･ソングライター（1996年12月21日 POCH-1615）
9. ハピネス／不屈の星ハートビート（1997年2月26日 PODH-1348）
10. 新しい風／普通の男／夜の果てへの旅（1997年10月29日 POCH-1654）
11. こんな世の中でナイスガイと呼ばれていったい何の意味がある?／陽はまた昇る（1998年3月1日 PODH-1399）
12. ノーウェアマン（シングル･ヴァージョン）／ボヘミアンブルー（ライヴ･ヴァージョン）／満月の夕（ライヴ･ヴァージョン）／竹田の子守唄（1999年3月10日 POCH-1769）
13. ヒヲウのテーマ（2000年11月1日 VIDL-30486）『機巧奇傳ヒヲウ戦記』オープニングテーマ。主題歌シングルの2曲目に収録（1曲目は遠藤久美子の「CROSSROAD」）。山口洋名義となっているが演奏はHEATWAVE。
14. HEATWAVE STRIKES BACK SERIES #1「NO FEAR strikes back」（2006.3.18発売、bmcd-5001）NO FEAR [strikes back]／CARRY ON／フールとクール [trial version]／Session #1
15. HEATWAVE STRIKES BACK SERIES #2「明日のために靴を磨こう」（2006.7.12発売、bmcd-5002）明日のために靴を磨こう [2006 re-recording]／BRAND NEW DAY/WAY [2006 re-recording]／地平 [2006 re-recording]

### アルバム

#### オリジナル
1. 36°5（1985年LP）
2. MY LIFE（1987年LP/1988年CD）
3. Hello I'm Here（1988年LP/1991年CD）
4. 歳月の記録（1989年10月1日） - リマスタリングを細海魚が行い2004年に再発売（bmcd-1008）
5. 柱（1990年10月1日）- EPIC/SONY RECORDSからのデビュー・アルバム
6. 凡骨の歌（1991年6月21日）
7. 陽はまた昇る（1992年8月21日）
  - 収録曲「明日のために靴を磨こう」がBank Bandのアルバム『沿志奏逢3』でカバーされ2009年のap bank fesで全日オープニング曲として演奏されDVD『ap bank fes '09』に収録。
8. NO FEAR（1994年3月21日）
9. 1995（1995年8月21日）
  - 収録曲「BRAND NEW DAY/WAY」は佐野元春プロデュース、同「満月の夕」は中川敬（ソウル・フラワー・ユニオン）との共作。
10. TOKYO CITY MAN（1997年3月26日）
  - 収録曲「ミスター・ソングライター」はTHE BOOMの「手紙」へのアンサーソングで、藤井一彦（ザ・グルーヴァーズ）との共作。「オールド・マン」にも藤井はギターで参加。前述の「明日のために靴を磨こう」より以前に、同じくBank Bandのアルバム『沿志奏逢』内で収録曲「トーキョーシティー・ヒエラルキー」がカバーされた。Bank Bandの2枚以上のアルバムでカバーされたアーティストは、RCサクセションとヒートウェイヴのみ。ジャケットは横尾忠則の手によるもの。
11. 月に吠える（1998年3月1日）
12. 日々なる直感（1999年3月31日）
13. LONG WAY FOR NOTHING（2004年2月6日 XBCD-1007/bmcd-1007）
14. land of music（2007年1月24日）
  - プロジェクト賛同者から資金を募りアルバム制作。1,711件の賛同者からの“前金”をもとに自主レーベルより発売。賛同者には山口誕生日の2006年12月26日に郵送にて届けられた。矢井田瞳・ノマアキコ（GO!GO!7188）がコーラスにて参加。
15. 夕陽へのファンファーレ （2014年12月3日, HWNR-009）
16. CARPE DIEM （2017年5月, HWNR-013）
17. Blink （2019年11月, HWNR-021）

#### 企画盤
1. LONG LONG WAY -1990-2001- （2001年6月21日）
  - 2枚組ベスト・アルバム
2. NO REGRETS （2001年12月1日）
  - 5枚組ライブ・アルバム
3. OFFICIAL BOOTLEG SERIES #001 （2009年9月）
  - 1995年渋谷公会堂公演を収録した2枚組ライブ・アルバム
4. OFFICIAL BOOTLEG SERIES #002 （2009年10月）
  - 1998年福岡公演を収録した2枚組ライブ・アルバム
5. "MY LIFE IS MY MESSAGE" LIVE FOR SOMA CITY （2011年9月21日, HWNR-007）
  - 東日本大震災支援ライブ・アルバム

### BOX SET
1. land of music "the Rising" （2008年2月1日, HWNR-002）
  - 2CD+2DVD+1BOOKからなる、アルバム『land of music』のドキュメンタリー及びライブCD・DVD。限定1,500部。
2. EPIC YEARS 1990-1995 ～20th Anniversary Edition～ （2010年9月21日, DYCL-1685/90）
  - メジャー・デビュー20周年記念企画。5CD+1DVDのボックス・セット。完全生産限定盤。『柱』～『1995』の5枚のアルバム+シングル楽曲･未発売音源を収録。ミュージック・ビデオが初商品化された[5]。

### VIDEO
- 凡骨の夏 （VHS） ライブ
- OFFICIAL BOOTLEG（2004年10月8日, DVD）ライブCD+ツアーDVD
- TOUR OF“LOVE”2005（2005年12月10日, DVD）

## タイアップ一覧
| 年       | 曲名           | タイアップ                                                       |
| -------- | -------------- | ---------------------------------------------------------------- |
| HEATWAVE |                |                                                                  |
| 1999年   | ノーウェアマン | 日本テレビ系『SPORTS MAX』エンディング・テーマ                   |
| 山口洋   |                |                                                                  |
| 2000年   | ヒヲウのテーマ | NHK BS2 衛星アニメ劇場『機巧奇傳ヒヲウ戦記』オープニング・テーマ |

## ヘヴィー・ローテーション/パワープレイ

### ラジオ
| 年     | 曲名             | ヘヴィー・ローテーション/パワープレイ                                        |
| ------ | ---------------- | ---------------------------------------------------------------------------- |
| 1994年 | SWEET REVOLUTION | ABCラジオ『ABCミュージックパラダイス』1994年10月度ミューパライチ押しナンバー |